# Brogan, Oregon
Brogan, Oregon (енгл. Brogan) насељено је место без административног статуса у америчкој савезној држави Орегон.

## Демографија
По попису из 2010. године број становника је 90.
| Група             | 2000.    | 2010.      |
| Белци             | 0 (0,0%) | 70 (77,8%) |
| Афроамериканци    | 0 (0,0%) | 0 (0,0%)   |
| Азијати           | 0 (0,0%) | 2 (2,2%)   |
| Хиспаноамериканци | 0 (0,0%) | 18 (20,0%) |
| Укупно            | 0        | 90         |